# Harry Ebersbach
Harry Ebersbach (* 29. Januar 1921 in Leipzig; † 10. April 2008) war ein deutscher Rechtswissenschaftler. Er war Professor an der Universität Göttingen. Seine Forschungsgebiete waren das Stiftungsrecht sowie das Landwirtschafts- und Forstrecht. 1982 trat er in das 1961 gegründete Institut für Landwirtschaftsrecht der Universität Göttingen ein. Ebersbach war zudem hauptamtlich mit der Verwaltung des Juristischen Seminars betraut.

## Werke
- Die Stiftung des öffentlichen Rechts. Schwartz, Göttingen 1961.
- Handbuch des deutschen Stiftungsrechts. Schwartz, Göttingen 1972, ISBN 978-3-509-00544-8.
- Hundert Jahre Juristisches Seminar der Georgia Augusta. In: Fritz Loos (Hrsg.): Rechtswissenschaft in Göttingen. Göttinger Juristen aus 250 Jahren. (= Göttinger Universitätsschriften. Ser. A, Schriften; Band 6). Vandenhoeck & Ruprecht, Göttingen 1987, ISBN 3-525-35836-9, S. 548 ff.
- Tieraussetzung im Naturschutz-, Jagd- und Fischereirecht. In: Natur und Recht. 1981, S. 195–201.